# Mangelia mica
Mangelia mica é uma espécie de gastrópode do gênero Mangelia, pertencente a família Mangeliidae.